# تئا بیلده
تئا بیلده (انگلیسی: Thea Bjelde؛ زادهٔ ۵ ژوئن ۲۰۰۰) بازیکن فوتبال اهل نروژ است. که در حال حاضر برای باشگاه فوتبال زنان وولرنگا بازی می‌کند. این باشگاه در لیگ برتر فوتبال زنان نروژ، بالاترین سطح لیگ فوتبال در این کشور، فعالیت دارد.
از باشگاه‌هایی که در آن بازی کرده است می‌توان به باشگاه فوتبال سوگندال و آرنا بیورنار اشاره کرد.
وی همچنین در تیم‌های ملی فوتبال زیر ۱۵ سال، زیر ۱۶ سال، زیر ۱۷ سال، زیر ۱۹ سال، زیر ۲۳ سال و همچنین بزرگسالان زنان نروژ بازی کرده است.

## دوران باشگاهی

### آغاز کار حرفه‌ای
بیلده کار خود را در باشگاه فوتبال سوگندال آغاز کرد، جایی که او به عنوان تنها دختر در تیم زیر ۱۴ سال در جام نروژ شناخته شد. در اوایل سال ۲۰۱۶، او به باشگاه فوتبال در دسته دوم پیوست.

### آرنا-بیورنار (۲۰۱۶–۲۰۲۱)
به عنوان یک دختر ۱۶ ساله، او به باشگاه فوتبال آرنا بیورنار در لیگ برتر فوتبال زنان نروژ منتقل شد. در سال ۲۰۱۸، او فصل فوق‌العاده‌ای را پشت سر گذاشت و نقش مهمی در تیمی داشت که مدال برنز را در این لیگ کسب کرد و در جایگاه سوم ایستاد. در همان سال او به عنوان بازیکن سال در آنا بیورنار برگزیده شد و در سال ۲۰۲۲ برای عنوان پیشرفت سال در لیگ برتر فوتبال زنان نروژ نامزد شد.
در اوایل سال ۲۰۱۹، او دچار آسیب دیدگی لیگامان صلیبی شد که او را به مدت یک سال از فوتبال دور کرد. پس از بازگشت از آسیب، او در سال بعد به شدت به میدان بازگشت و به عنوان اولین بازی به تیم ملی بزرگسالان دعوت شد. او همچنین در سال ۲۰۲۰ به عنوان بازیکن سال در آنا-بیور نار انتخاب شد. به عنوان یک دختر ۲۱ ساله، او به عنوان کاپیتان در آنا-بیورنار منصوب شد.

### وولرانگا (۲۰۲۱–اکنون)
در ۱۸ ژوئیه ۲۰۲۱، او با وولرنگا جهت عقد قرارداد به توافق کرد. او با وولرانگا، در اولین فصل خود به کسب عنوان قهرمانی در جام کمک کرد و در فینال جام در برابر باشگاه فوتبال زنان ساندویکن به عنوان بهترین بازیکن زمین انتخاب شد.
در تابستان ۲۰۲۳، او قرارداد خود را با وولرانگا تمدید کرد. او بخشی جدا نشدنی و مهم از تیمی بود که قهرمانی لیگ را برای وولرنگا کسب کرد. بیلده به عنوان یکی از اعضای «تیم سال» انتخاب شد و برای عنوان «بازیکن سال» در سال ۲۰۲۳ نامزد شد.

## دوران ملی
بیلده در مسابقات بین‌المللی برای تیم‌های ملی فوتبال زنان زیر ۱۵ سال، ۱۶ سال، ۱۷ سال، ۱۹ سال و ۲۳ سال وصل و تیم ملی بزرگسالان نروژ بازی کرده است.
او برای اولین بار در اکتبر ۲۰۲۰ به تیم ملی بزرگسالان نروژ دعوت شد.
پس از کاهش حضور در تیم ملی نروژ، بیلده به تیمی که به جام ملت‌های اروپای زنان ۲۰۲۲ می‌رفت، دعوت شد.
بیلده در ۷ اکتبر ۲۰۲۲، در یک مسابقه دوستانه بین‌المللی در برابر تیم ملی فوتبال زنان برزیل ۹در اولوال استادیوم اولین بازی خود را انجام داد.
در ۱۹ ژوئن ۲۰۲۳، او به تیم ۲۳ نفره نروژ برای جام جهانی فوتبال زنان، دعوت شد. او در تمام بازی‌ها شرکت کرد.